# Coelocraera mariaeclarae
Coelocraera mariaeclarae är en skalbaggsart som beskrevs av Dégallier 1983. Coelocraera mariaeclarae ingår i släktet Coelocraera och familjen stumpbaggar. Inga underarter finns listade i Catalogue of Life.